# Maculolachnus
Maculolachnus är ett släkte av insekter som beskrevs av Gaumont 1920. Enligt Catalogue of Life ingår Maculolachnus i familjen långrörsbladlöss, men enligt Dyntaxa är tillhörigheten istället familjen barkbladlöss.
Kladogram enligt Catalogue of Life och Dyntaxa:
| Maculolachnus | \| \| Maculolachnus paiki \| \| \| \| \| \| Maculolachnus rubi \| \| \| \| \| \| Maculolachnus sijpkensis \| \| \| \| \| \| Maculolachnus submacula \| \| \| \| |
|               | \| \| Maculolachnus paiki \| \| \| \| \| \| Maculolachnus rubi \| \| \| \| \| \| Maculolachnus sijpkensis \| \| \| \| \| \| Maculolachnus submacula \| \| \| \| |
|               | Maculolachnus paiki |
|               | |
|               | Maculolachnus rubi |
|               | |
|               | Maculolachnus sijpkensis |
|               | |
|               | Maculolachnus submacula |
|               | |